# Brachypsectra fulva
Brachypsectra fulva is een keversoort uit de familie Brachypsectridae. De wetenschappelijke naam van de soort is voor het eerst geldig gepubliceerd in 1874 door LeConte.